# 菊池徹
菊池 徹（きくち とおる、1921年6月27日 - 2006年4月10日）は、日本の南極探検家。

## 生涯
1921年、兵庫県武庫郡鳴尾村（現・西宮市）に生まれる。大阪府立北野中学校卒業。中学時代より、登山部に入り登山活動を行う。浪人し、北海道大学予科に入学、1946年3月、北海道大学理学部地質学鉱物学科を卒業する。
大学卒業後、父親の経営する会社の役員につくも、地質学の知識が買われ、商工省の地質調査所に就職する。
1956年、第一次南極地域観測隊の隊員53名の一人に抜擢される。1957年1月29日、南極地域観測隊のメンバーが、南極の東オングル島に上陸する。昭和基地が設営され、菊池徹は、11名の南極越冬隊員の一人となり、1957年の『冬』の越冬活動に参加する。手段として、犬ぞりを使うということで、19匹のカラフト犬の世話を担当する。現地での菊池徹撮影のカラー写真が、現在でも、インターネット上で見ることが可能である。1958年2月に、小型雪上車で、悪天候接岸できない宗谷に、他の越冬隊員とともに到着する。その際、菊池は犬の保護を主張するものの、意見は取り入れられず、犬を昭和基地に置いて帰国することとなる。その後、日本国民より批判を浴びることとなる。後に、置き去りのカラフト犬のうち、タロとジロが生存していたことが判明する。1959年に、体験談を『南極の犬ぞり』として出版する。ただし、菊池自身はタロとジロの生存を確認した第三次南極地域観測隊の隊員ではなかった。1963年東北大学理学博士。
1968年、カナダのバンクーバーに移住し、当地の鉱山資源調査の仕事につく。
1981年に、映画『南極物語』の実現に、映画会社の消極的態度にもかかわらず、最重要登場人物のモデルでもある菊池徹は、20億円ほどの資金調達で、カナダのドッグフード社『ピューリナ』と交渉したり、また撮影場所を危険な南極からカナダ領北極に移すなどのアドバイスを行う。後に、フジテレビなどの企業が協力し、『南極物語』製作実現の後、1983年7月、全国でロードショーが実現となる。なお、菊池徹の役を、人名を変えて、高倉健が演じることとなる。菊池徹は、肖像権の問題で登場人物の名前が変えられていることに対し、困惑したと述べている。
2006年4月10日、カナダのバンクーバーで多臓器不全のため死去。

## 登場の映画・テレビドラマ

### 映画
- 南極物語（東宝・日本ヘラルド配給、1983年）

菊池徹がモデルである人物として、「潮田暁」が登場し、高倉健が演じる。ストーリーでは潮田らがタロとジロの生存を確認しているが、上記の通り菊池自身は第三次南極地域観測隊の隊員ではなくフィクションである。

### テレビドラマ
- 南極大陸（TBS、2011年）

事実と設定は大きく異なるものの、菊池徹がモデルと思われる犬担当および地質学者の「倉持岳志」が主役で、木村拓哉が演じた。菊池は北海道大学の出身だが作中の倉持は東京大学の出身となっている。このドラマでも倉持が1人でタロとジロの生存を確認したストーリーとなったが、上記の通り菊池自身はタロとジロの生存を確認した第三次南極地域観測隊の隊員ではない。

## 著書
- 『南極の犬ぞり』法政大学出版局　1959年
- 『犬たちの南極』中公文庫　1983年
- 『タロ・ジロは生きていた ドキュメントフォト・南極』教育出版センター ジュニア・ノンフィクション 1983
- 『離脱の容認 国際人としてのテクニック 若きビジネスエリートに贈る』教育出版センター新社 サンシャイン・ビジネス 1988
- 『自立への路 サンシャインオーロラ』教育出版センター 1993